# Pallacanestro Virtus Roma 2011-2012
Questa voce raccoglie le informazioni riguardanti la Pallacanestro Virtus Roma nelle competizioni ufficiali della stagione 2011-2012.

## Stagione
La stagione 2011-2012 della Pallacanestro Virtus Roma, sponsorizzata Acea,  è la 32ª nel massimo campionato italiano di pallacanestro.
Per la composizione del roster si decise di cambiare formula, passando a quella con 5 giocatori stranieri di cui massimo 3 non appartenenti a Paesi appartenenti alla FIBA Europe. Tuttavia a febbraio venne cambiata scelta, decidendo di ritornare alla formula con 6 giocatori stranieri di cui massimo 2 non appartenenti a Paesi appartenenti alla FIBA Europe.

## Risultati
- Serie A:
  - stagione regolare: 13º posto su 17 squadre (13-19);

## Roster
| Giocatori |
| --------- |

|    | Naz.                                       | Ruolo | Sportivo            | Anno | Alt. | Peso |  |
| -- | ------------------------------------------ | ----- | ------------------- | ---- | ---- | ---- |  |
| 8  | Italia (bandiera)                          | AC    | Alessandro Tonolli  | 1974 | 202  | 99   |  |
| 11 | Italia (bandiera)                          | C     | Andrea Crosariol    | 1984 | 210  | 110  |  |
| 13 | Italia (bandiera)                          | A     | Luigi Datome        | 1987 | 202  | 90   |  |
| 16 | Bosnia ed Erzegovina (bandiera)            | G     | Nemanja Gordić      | 1988 | 192  | 90   |  |
| 17 | Italia (bandiera)                          | P     | Gianluca Marchetti  | 1993 | 178  | 66   |  |
| 18 | Stati Uniti (bandiera) · Italia (bandiera) | PG    | Anthony Maestranzi  | 1984 | 175  | 75   |  |
| 20 | Italia (bandiera)                          | A     | Valerio Staffieri   | 1992 | 190  | 90   |  |
| 24 | Stati Uniti (bandiera)                     | G     | Clay Tucker         | 1981 | 196  | 95   |  |
| 55 | Slovenia (bandiera)                        | AC    | Uroš Slokar         | 1983 | 210  | 115  |  |
| -  | Italia (bandiera)                          | A     | Emanuele Di Giacomo | 1994 | 201  | 87   |  |
| -  | Italia (bandiera)                          | AC    | Filippo Gorrieri    | 1993 | 205  | 95   |  |
| -  | Italia (bandiera)                          | A     | Rei Pullazi         | 1993 | 203  | 100  |  |

| Staff tecnico                                                                   |
| ------------------------------------------------------------------------------- |
| Allenatore: Lino Lardo (fino al 27 gennaio), Marco Calvani (dal 27 gennaio)     |
| Assistenti: Gabriele Alesse, Marco Calvani (fino al 27 gennaio), Antimo Martino |

| Giocatori acquisiti a stagione in corso |
| --------------------------------------- |

|    | Naz.                   | Ruolo | Sportivo           | Anno | Alt. | Peso |  |
| -- | ---------------------- | ----- | ------------------ | ---- | ---- | ---- |  |
| 12 | Italia (bandiera)      | PG    | Marco Mordente     | 1979 | 190  | 85   |  |
| 19 | Grecia (bandiera)      | AG    | Michalīs Kakiouzīs | 1976 | 207  | 102  |  |
| 30 | Stati Uniti (bandiera) | AC    | Jarvis Varnado     | 1988 | 206  | 100  |  |

| Giocatori ceduti a stagione in corso |
| ------------------------------------ |

|    | Naz.                            | Ruolo | Sportivo       | Anno | Alt. | Peso |  |
| -- | ------------------------------- | ----- | -------------- | ---- | ---- | ---- |  |
| 14 | Bosnia ed Erzegovina (bandiera) | PG    | Nihad Đedović  | 1990 | 196  | 93   |  |
| 15 | Montenegro (bandiera)           | C     | Vladimir Dašić | 1988 | 208  | 106  |  |

 Legabasket: Dettaglio statistico (archiviato dall'url originale l'11 marzo 2010)
Aggiornato al 31 gennaio 2012

## Mercato
| Arrivi | Arrivi             | Arrivi             | Arrivi     |
| R      | Nome               | da                 | Modalità   |
| ------ | ------------------ | ------------------ | ---------- |
| PG     | Anthony Maestranzi | Sutor Montegranaro | prestito   |
| G      | Clay Tucker        | Real Madrid        | definitivo |
| AC     | Uroš Slokar        | Manresa            | definitivo |
| ALL    | Lino Lardo         | Virtus Bologna     | definitivo |

| Partenze | Partenze          | Partenze         | Partenze       |
| R        | Nome              | a                | Modalità       |
| -------- | ----------------- | ---------------- | -------------- |
| AC       | Angelo Gigli      | Virtus Bologna   | fine contratto |
| P        | Jacopo Giachetti  | Olimpia Milano   | fine contratto |
| G        | Charles Smith     | Beşiktaş         | fine contratto |
| PG       | Luca Vitali       | Virtus Bologna   | fine contratto |
| P        | Darius Washington | Piratas de Queb. | fine contratto |
| C        | Ali Traoré        | Lokomotiv Kuban' | fine contratto |
| ALL      | Sašo Filipovski   | Olimpija Lubiana | fine contratto |